# Comité Internacional de los Juegos de la Francofonía
El Comité Internacional de los Juegos de la Francofonía (en francés: Comité international des Jeux de la Francophonie (CIJF), es un organismo internacional deportiva, encargada de gestionar y de organizar los Juegos de la Francofonía en la que participan los países miembros de la  Organización Internacional de la Francofonía. Similar a otras organizaciones o federaciones deportivas como la ACOLOP, el Consejo Iberoamericano del Deporte o la Federación de Juegos de la Mancomunidad, ambas por vinculación histórica. La  CIJF es la encargada y responsable en escala internacional, de supervisar los preparativos de las próximas ediciones en el futuro, así como la intervención de los medios de comunicación, como de garantizar la protección de las transmisiones de los derechos televisivos y de marketing.
Actualmente la sede de la CIJF reside en París, Francia y está integrada por un Consejo de Orientación, un órgano deliberativo y una dirección, que es el órgano ejecutivo de la CIJF.
Durante la segunda Cumbre de la Francofonía que se organizó ciudad de Quebec, Canadá en 1987, se decidió crear un evento deportivo por vinculación histórica relacionado con el Imperio francés como los Juegos de la Francofonía.
La idea de organizar estos Juegos deportivos, ha sido encomendada durante la Conferencia de Ministros de la Juventud y Deportes de los Estados y Gobiernos de lengua francesa (CONFEJES). Con este fin, CONFEJES creó el Comité Internacional para los Juegos de la Francofonía (CIJF) en 1988. Así, desde entonces se llevaron cinco ediciones de estos Juegos, desde 1989 hasta el 2005, bajo el auspicio de CONFEJES.
Durante la décima Cumbre Francófona, que tuvo lugar en Uagadugú durante el 26 y27 de noviembre de 20041, los Jefes de Estado y de Gobierno, decidieron  por recomendación de una sesión extraordinaria del CONFEJES celebrada en Brazzaville entre el 17 y 18 de marzo de 2004, para transformar la CIJF, que actualmente se encuentra bajo la supervisión de CONFEJES, en un organismo subsidiario de la Organización Internacional de la Francofonía.

## Miembros de la  CIJF
Participan las delegaciones de los países miembros de la Organización Internacional de la Francofonía:
- Albania
- Andorra
- Armenia
- Bélgica (gobierno federal)
  -  Comunidad francesa de Bélgica
- Benín
- Bulgaria
- Burkina Faso
- Burundi
- Chad
- Camboya
- Canadá (gobierno federal)
  -  Quebec
  -  Nuevo Brunswick
- Camerún
- Cabo Verde
- Comoras
- Costa de Marfil
- Dominica
- Egipto
- Francia
- Gabón
- Guinea
- Guinea Ecuatorial
- Grecia
- Haití
- Laos
- Líbano
- Lituania
- Luxemburgo
- Macedonia del Norte
- Madagascar
- Mali
- Marruecos
- Mauricio
- Mauritania
- Moldavia
- Mónaco
- Níger
- Rumania
- Suiza
- Vanuatu
- Vietnam
- Rep. Centroafricana
- Rep. del Congo
- Rep. Dem. del Congo
- Ruanda
- Santa Lucía
- Santo Tomé y Príncipe
- Senegal
- Seychelles
- Togo
- Túnez
- Yibuti

También participan en estos juegos, las delegaciones de los países miembros asociados de la Organización Internacional de la Francofonía:
- Catar
- Chipre
- Ghana